# Miguel Indurain
Miguel Ángel Indurain Larraya (Villava, Navara, Španjolska, 16. srpnja 1964.), španjolski cestovni biciklist. 
Indurain je jedan od rijetkih biciklista koji je napoznatiju svjetsku cestovnu biciklističku utrku, Tour de France osvojio pet puta, i to za redom. Uz to je bio pobjednik i brojnih drugih utrka te Olimpijskih igara.

## Kratka biografija
Indurain je postao profesionalni biciklist 1985. i odmah nastupio na utrci Tour de France, na kojoj je kasnije nastupio ukupno jedanaest godina u nizu. Nakon početnih neuspjeha i odustajanja postepeno je popravljao svoje plasmane sve do prve pobjede 1991., koju je zatim ponovio još četiri puta. U karijeri je osvojio i Giro d'Italia dva puta. Nakon što su profesionalcima dozvoljeni nastupi na Olimpijskim igrama osvojio je zlato na Igrama u Atlanti 1996. godine u disciplini kronometar.
Najpoznatiji je bio po svojim izvanrednim vožnjama na kronometar, dok je u brdskim etapama uglavnom branio stečenu prednost. Zanimljivo je da osim pobjeda u kronometarskim etapama Indurain nema puno pojedinačnih pobjeda na ostalim etapama na Touru: svega dvije. Time je pokazao da je i sjajan taktičar. Usprkos periodima nepobjedivosti, bio je omiljen među ostalim vozačima zbog mirne naravi i korektnog odnosa prema suparnicima i svojoj momčadi.
U karijeri je postavio i svjetski rekord u vožnji ja jedan sat, s 53.040 prevaljenih kilometara.

## Tjelesne karakteristike
Na vrhuncu karijere Miguel Indurain je imao fizičku spremu kakva se rijetko sreće, čak i među najspremnijim sportašima. Uz visinu 188 cm i težinu od 80 kg imao je izvanredan rad srca i iznimnu potrošnju kisika od 7 litara u minuti, pri kapacitetu pluća od 8 litara. Puls u mirovanju mu je bio 29 otkucaja u minuti, što pokazuje koliko je njegovo srce bilo spremno za naporne utrke. Podatak o potrošnji VO2max je također iznimno visok: 88 mililitra po kilogramu u minuti. Svi ti podaci govore da je Indurain kroz trening ali i genetsku predispoziciju ostvario nevjerojatnu fizičku spremu.

## Najvažniji rezultati
Giro d'Italia
- 1992.:  1. mjesto
- 1993.:  1. mjesto
- 1994.: 3. mjesto

Tour de France
- 1985.: Odustajanje, 4. etapa
- 1986.: Odustajanje, 8. etapa
- 1987.: 97. mjesto
- 1988.: 47. mjesto
- 1989.: 17. mjesto
- 1990.: 10. mjesto
- 1991.:  1. mjesto
- 1992.:  1. mjesto
- 1993.:  1. mjesto
- 1994.:  1. mjesto
- 1995.:  1. mjesto
- 1996.: 11. mjesto